# Jalihal, Bellary
Jalihal là một làng thuộc tehsil Bellary, huyện Bellary, bang Karnataka, Ấn Độ.